# シローの定理
数学、特に有限群論におけるシローの定理 (英: Sylow theorems) は、ノルウェーの数学者ルートヴィヒ・シロー (Ludwig Sylow) (1872) にちなんで名づけられた一連の定理。与えられた有限群について、その特定位数の部分群の存在とそれらの個数に関する詳細な情報を与える。有限群論の基本的な定理であり、特に有限単純群の分類において重要な応用を持つ。
与えられた素数 p に対して、群 G のシロー p-部分群（英: Sylow p-subgroup）あるいは p-シロー部分群（英: p-Sylow subgroup）とは、G の極大 p-部分群、つまり位数が p の冪であるような部分群(p-群）であり、G の他のどんな p-部分群の真部分群にもなっていないようなものをいう。G のすべてのシロー p 部分群からなる集合を Sylp(G) と書くことがある。
シローの定理はラグランジュの定理の部分的な逆を主張する。ラグランジュの定理は、任意の有限群 G に対して G の部分群の位数（元の個数）は G の位数を割り切るというものだが、シローの定理は、有限群 G の位数の任意の素因数 p に対して、G のシロー p 部分群が常に存在することを主張する。また、n を有限群 G の位数における p の重複度とすると、 G のシロー p 部分群の位数は pn となり、逆に位数 pn の任意の G の部分群はシロー p 部分群となる。与えられた素数 p に対して、群のシロー p-部分群は互いに共役であり、シロー p-部分群の個数 np は r を適当な整数 r ≧ 0 として np = 1 + rp と表される。

## シローの定理
それぞれなんらかの意味で極大な部分群の集まりというのは群論においてよくある。ここで驚くべき結果は、Sylp(G) の場合には、すべての元が実は互いに同型で、可能な最大の位数を持っているということである： |G| = pnm, n > 0 で、p が m を割り切らなければ、任意のシロー p-部分群 P の位数は |P| = pn である。つまり、P は p-群であり gcd(|G : P|, p) = 1 である。これらの性質は G の構造をさらに分析するために利用することができる。
以下の定理は最初ルードヴィヒ・シローによって1872年に提出及び証明され、Mathematische Annalen 誌に掲載された。
シローの定理1 ―  有限群 G の位数の任意の素因数 p（重複度 n）に対し、位数 pn の G のシロー p 部分群が存在する。
定理1の次の弱いバージョンは最初オーギュスタン゠ルイ・コーシーによって1845年に証明され、コーシーの定理として知られている。
系（コーシーの定理） ―  有限群 G と G の位数を割り切る素数 p が与えられると、G には位数 p の元（したがって位数 p の部分群）が存在する。
シローの定理2 ―  有限群 G と素数 p が与えられると、G のすべてのシロー p-部分群は互いに共役である、つまり、H と K が G のシロー p-部分群であれば、g−1Hg = K なる G の元 g が存在する。
シローの定理3 ―  p を有限群 G の位数の素因数で重複度を n とする。よって G の位数は pnm と書ける、ただし n > 0 であり p は m を割らない。np を G のシロー p-部分群の個数とする。すると次が成り立つ：
- np は G のシロー p 部分群の指数である m を割り切る。
- np ≡ 1 (mod p).
- np = |G : NG(P)|, ここで P は G の任意のシロー p-部分群であり NG は正規化群を表す。

### 結果
シローの定理より、素数 p に対して、すべてのシロー p-部分群は同じ位数 pn を持つ。逆に、部分群の位数が pn であれば、それはシロー p-部分群であり、従って他のすべてのシロー p-部分群と同型である。極大性の条件より、H が G の任意の p-部分群であれば、H は位数 pn のシロー p-部分群の部分群である。
定理3による非常に重要な結果として、np = 1 という条件は、「G のシロー p-部分群は正規部分群である」という条件と同値であるというものがある。（4次対称群 S4 のように、正規部分群は持つが、正規なシロー部分群を持たない群も存在する。)

### 注
有限群 G のシロー p-部分群を、|G| = pnm （p は m を割らない）としたとき、位数 pn の部分群と定義することもある。その場合、定理1は
シローの定理1 ― H を G の p-部分群とすると、H を含む G のシロー p 部分群が存在する。
となる。H = 1 とすることによりシロー p 部分群の存在も含まれているが、これらを分けてシローの定理を4つとする人もいる。

### 無限群に対するシローの定理
無限群に対して、シローの定理の類似がある。無限群 G のシロー p-部分群を、G のすべての p-部分群の中で包含関係について極大な p-部分群（すべての元の位数が p 冪）と定義する。ツォルンの補題により、そのような部分群は必ず存在する。
無限群に対するシローの定理 ―  K が G のシロー p-部分群であり、np = |Cl(K)| が有限であれば、すべてのシロー p-部分群は K と共役であり、np ≡ 1 (mod p) である（ここで Cl(K) は K の共役類）。

## 例

### 二面体群

D_{3}(二面体群)ではすべての鏡映は互いに共役であり、それぞれの鏡映はひとつのシロー2-部分群に対応している。

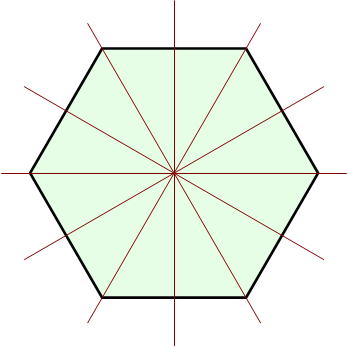
D_{6}においては鏡映はシロー2-部分群に対応せず、2種類の共役類に分類される。

シロー部分群とシローの定理の簡単な実例はn角形の二面体群Dnである。nが奇数の場合、2=21が位数2nを割る最大の2のベキであるため、位数2の部分群がシロー部分群である。鏡映によって生成される群がn種類存在し、幾何学的にはそれらは回転について共役である(どの対称軸も頂点と辺を通るため)。それに対して、nが偶数の場合、群の位数は4で割り切れるため、鏡映によって生成される群はシロー部分群にはならず、2種類の共役類に分解される。幾何学的にはその対称軸が2辺を通るか2頂点を通るかによってどちらの共役類に属するかが決まる。これは外部自己同型と関係しており、π/n ラジアンの回転(二面体群の最小の回転の半分)によって表現される。

### 一般線型群
q = pe 元からなる有限体 {\displaystyle \mathbb {F} _{q}} 上の一般線型群を G = GL(n, q) とおく。シローの定理から位数 |G|p = qn(n − 1)/2 のシロー p-部分群 U が存在する。たとえば n = 3 のとき
{\displaystyle U=\left\{{\begin{pmatrix}1&x&z\\0&1&y\\0&0&1\end{pmatrix}}{\mathrel {}}{\Bigg |}{\mathrel {}}x,y,z\in \mathbb {F} _{q}\right\}}
は GL(3, q) のシロー p-部分群で、位数が q3である。一般の n についても同様で、主対角成分が1の上三角行列からなる群は GL(n, q) のシロー p-部分群である。

## 適用例

### 巡回群の位数
位数 n の群は巡回群に限るような正の整数 n がある。たとえば n = 15 がそのような数であることがシローの定理を用いることでわかる。ここで n3 | 5 かつ n3 ≡ 1 (mod 3) である。これを満たす唯一の n3 は 1 である。つまり、位数3の部分群はただ1つ存在し、よって正規部分群である (別の共役が存在しないため)。同様に、n5 | 3 かつ n5 ≡  1 (mod 5) であるため、位数5の部分群は正規部分群となる。3と5は互いに素であるため、これら2つの群の共通部分は自明な群であり、よって G は位数3の群と位数5の群の内部直積であるため、位数15の巡回群である。したがって、位数15の群は同型を除いてただ一つである。（このような整数 n についてはA003277も参照。）

### 位数の小さな群が単純群ではないこと
もっと複雑な例は巡回群ではない最小の単純群の位数に関係する例である。バーンサイドの定理より、ある群の位数が二つの素数の冪の積であれば、その群は可解群であり、特に単純群ではない。これにより位数 30 (= 2 · 3 · 5) 未満の巡回群でないすべての群は単純群でないことが示される。
もし G が位数30の単純群であれば、n3 は 10 (= 2 · 5) を割り切り、n3 ≡ 1 (mod 3) が成り立つ。よって n3 = 1, 10 であり、G が単純群なので n3 = 1 とはならないため、n3 = 10 である。よって G は互いに異なる10種類の位数3の部分群を持ち、それぞれの部分群は位数3の元を2個持つ。つまり G は位数3の元を少なくとも20個持つ。同様に、n5 は 6 を割り切り、n5 ≡ 1 (mod 5) であるため、n5 = 6 である。よって G は位数 5 の元を少なくとも 24 (= 4 · 6) 個持つ。しかし G の位数は 30 しかないので、矛盾が生じた。よって位数 30 の単純群は存在しない。
次に |G| = 42 = 2 · 3 · 7 の場合を考える。n7 は 6 を割り切り、n7 ≡ 1 (mod 7) であるため、n7 = 1 である。よってシロー7-部分群は G の正規部分群であり、G は単純群ではない。
一方で、|G| = 60 = 22 · 3 · 5 の場合は、n3 = 10 と n5 = 6 となることがあり得る。実際に、巡回群でない最小の単純群は5個の元の交代群 A5である。位数は60であり、位数5の巡回置換を24個、位数3の巡回置換を20個持つ。

### 証明
- 佐藤隆夫「6 シローの定理」『シローの定理』近代科学社〈大学数学スポットライト・シリーズ 1〉、2015年4月。ISBN 978-4-7649-0478-1。
- 星明考「10.10 シローの定理とその応用」『群論序説』日本評論社、2016年3月、168-182頁。ISBN 978-4-535-78809-1。
- J. ロットマン 著、関口次郎 訳「付録B 本文で使われている群論」、シュプリンガー・ジャパン株式会社 編 編『ガロア理論』（改訂新版）丸善出版、2016年10月、158-159頁。ISBN 978-4-621-06627-0。
- Casadio, Giuseppina; Zappa, Guido (1990), “History of the Sylow theorem and its proofs” (イタリア語), Boll. Storia Sci. Mat. 10 (1):  29–75, ISSN 0392-4432, MR1096350, Zbl 0721.01008
- Gow, Rod (1994), “Sylow's proof of Sylow's theorem”, Irish Math. Soc. Bull. (33):  55–63, ISSN 0791-5578, MR1313412, Zbl 0829.01011
- Kammüller, Florian; Paulson, Lawrence C. (1999), “A formal proof of Sylow's theorem. An experiment in abstract algebra with Isabelle HOL”, J. Automat. Reason. 23 (3):  235–264, doi:10.1023/A:1006269330992, ISSN 0168-7433, MR1721912, Zbl 0943.68149,  オリジナルの2006-01-03時点におけるアーカイブ。
- Meo, M. (2004), “The mathematical life of Cauchy's group theorem”, Historia Mathematica 31 (2):  196–221, doi:10.1016/S0315-0860(03)00003-X, ISSN 0315-0860, MR2055642, Zbl 1065.01009
- Scharlau, Winfried (1988), “Die Entdeckung der Sylow-Sätze” (ドイツ語), Historia Mathematica 15 (1):  40–52, doi:10.1016/0315-0860(88)90048-1, ISSN 0315-0860, MR931678, Zbl 0637.01006
- Waterhouse, William C. (1980), “The early proofs of Sylow's theorem”, Arch. Hist. Exact Sci. 21 (3):  279–290, doi:10.1007/BF00327877, ISSN 0003-9519, MR575718, Zbl 0436.01006
- Wielandt, Helmut (1959), “Ein Beweis für die Existenz der Sylowgruppen” (ドイツ語), Arch. Math. 10 (1):  401–402, doi:10.1007/BF01240818, ISSN 0003-9268, MR0147529, Zbl 0092.02403

### アルゴリズム
- Butler, G. (1991), Fundamental Algorithms for Permutation Groups, Lecture Notes in Computer Science, 559, Berlin, New York: Springer-Verlag, doi:10.1007/3-540-54955-2, ISBN 978-3-540-54955-0, MR1225579, Zbl 0785.20001
- Cannon, John J. (1971), “Computing local structure of large finite groups”, Computers in Algebra and Number Theory (Proc. SIAM-AMS Sympos. Appl. Math., New York, 1970), SIAM-AMS Proc., 4, Providence, RI: AMS, pp. 161–176, ISSN 0160-7634, MR0367027, Zbl 0253.20027
- Kantor, William M. (1985a), “Polynomial-time algorithms for finding elements of prime order and Sylow subgroups”, J. Algorithms 6 (4):  478–514, doi:10.1016/0196-6774(85)90029-X, ISSN 0196-6774, MR813589, Zbl 0604.20001
- Kantor, William M. (1985b), “Sylow's theorem in polynomial time”, J. Comput. Syst. Sci. 30 (3):  359–394, doi:10.1016/0022-0000(85)90052-2, ISSN 1090-2724, MR805654, Zbl 0573.20022
- Kantor, William M.; Taylor, Donald E. (1988), “Polynomial-time versions of Sylow's theorem”, J. Algorithms 9 (1):  1–17, doi:10.1016/0196-6774(88)90002-8, ISSN 0196-6774, MR925595, Zbl 0642.20019
- Kantor, William M. (1990), “Finding Sylow normalizers in polynomial time”, J. Algorithms 11 (4):  523–563, doi:10.1016/0196-6774(90)90009-4, ISSN 0196-6774, MR1079450, Zbl 0731.20005
- Seress, Ákos (2003), Permutation Group Algorithms, Cambridge Tracts in Mathematics, 152, Cambridge University Press, ISBN 978-0-521-66103-4, MR1970241, Zbl 1028.20002